# Cylindrothecium virens
Cylindrothecium virens là một loài Rêu trong họ Entodontaceae. Loài này được (Hook. f. & Wilson) Paris mô tả khoa học đầu tiên năm 1894.